# Charles Boëyé
Charles Eugène Boëyé, né à Saint-Nicolas, le 1er mars 1836 et décédé le 20 septembre 1907 à Bruxelles fut un homme politique belge flamand libéral.
Il fut industriel du sucre.
Il fut élu bourgmestre de Kallo et sénateur de l'arrondissement de Termonde-Saint-Nicolas,,.
Son tombeau se trouve au cimetière de Saint-Josse-ten-Noode.